# Касаційний господарський суд
Касаці́йний господа́рський суд — один із чотирьох касаційних судів у складі Верховного Суду України, що здійснює касаційне провадження у господарських справах.
До судової реформи 2016 року був самостійним судовим органом (Вищий арбітражний суд України, Вищий господарський суд України), який очолював систему господарських судів держави.

## Історія Вищого господарського суду України
Арбітражний суд — правонаступник органів державного арбітражу (існували з 1931 р. по 1991 рік).
Закон Української РСР «Про арбітражний суд» [Архівовано 8 лютого 2017 у Wayback Machine.] був прийнятий Верховною Радою республіки 4 червня 1991 року. Таким чином, уперше в історії СРСР сформувалася самостійна система арбітражних судів в окремій республіці. Очолив систему Вищий арбітражний суд Української РСР, який було проголошено найвищим органом у вирішенні господарських спорів і здійсненні нагляду щодо рішень, ухвал, постанов арбітражних судів Української РСР та контролю за їх діяльністю.
Вищий арбітражний суд Української РСР складався з Голови, першого заступника Голови, заступників Голови та арбітрів і діяв у складі пленуму Вищого арбітражного суду, президії Вищого арбітражного суду, двох арбітражних колегій, а з лютого 1997 року  — двох судових колегій: судової колегії з розгляду спорів та судової колегії з перегляду рішень, постанов та ухвал.
Головою Вищого арбітражного суду України у 1991 року було обрано Дмитра Микитовича Притику, який з 1989 р. очолював Держарбітраж УРСР.
Вищому арбітражному суду України відповідно до чинної на той час Конституції України та Закону України «Про арбітражний суд» належало право законодавчої ініціативи у Верховній Раді України.
Новий етап реформування пов'язаний із прийняттям 28 червня 1996 року Конституції України, якою було визначено, що в Україні діють Верховний Суд України та інші вищі судові органи — вищі спеціалізовані суди. У 2001 році були внесені зміни до Закону України «Про судоустрій України» (т. зв. «мала судова реформа»), відповідно до яких діючі арбітражні суди були перейменовані на господарські.
З того часу вищим судовим органом системи господарських судів був Вищий господарський суд України.
Судовою реформою 2016 року передбачено ліквідацію Вищого господарського суду України у зв'язку з утворенням нового Верховного Суду як найвищого суду в системі судоустрою України. 15 грудня 2017 року розпочав діяльність новий Верховний Суд, а в його складі — Касаційний господарський суд.

## Повноваження

### Повноваження Вищого господарського суду України (до 15 грудня 2017 року)
Вищий господарський суд України (до його ліквідації):
1. здійснює правосуддя [у господарських справах] у порядку, встановленому процесуальним законом;
2. у випадках, передбачених процесуальним законом, розглядає справи відповідної судової спеціалізації як суд першої або апеляційної інстанції;
3. аналізує судову статистику, вивчає та узагальнює судову практику;
4. надає методичну допомогу судам нижчого рівня з метою однакового застосування норм Конституції та законів України у судовій практиці на основі її узагальнення та аналізу судової статистики; дає спеціалізованим судам нижчого рівня рекомендаційні роз'яснення з питань застосування законодавства щодо вирішення господарських справ;
5. здійснює інші повноваження, визначені законом[7].

### Повноваження Касаційного господарського суду у складі Верховного Суду
Судді Касаційного господарського суду здійснюють правосуддя в порядку, встановленому процесуальним законом, аналізують судову статистику та вивчають судову практику у господарських справах, здійснюють інші повноваження, визначені законом.
Згідно із Законом України від 2 червня 2016 року «Про судоустрій і статус суддів» Касаційний господарський суд входить до складу Верховного Суду. У кожному касаційному суді утворюються судові палати з розгляду окремих категорій справ з урахуванням спеціалізації суддів. У Касаційному господарському суді обов'язково створюються окремі палати для розгляду справ щодо (про):
1) банкрутство;
2) захисту прав інтелектуальної власності, а також пов'язаних з антимонопольним та конкурентним законодавством;
3) корпоративних спорів, корпоративних прав та цінних паперів.

## Склад і структура

### Склад і структура Вищого господарського суду України (на момент ліквідації)
Вищий господарський суд України складається із суддів, обраних на посаду безстроково, Голови суду та його заступників. Очолює Вищий господарський суд України його Голова (з 5 жовтня 2022 посада вакантна).
У Вищому господарському суді України створено чотири судові палати з розгляду різних категорій справ.
Для вирішення питань, пов'язаних із забезпеченням єдності судової практики у справах відповідної судової юрисдикції, та інших питань діє Пленум у складі всіх суддів Вищого господарського суду.
При Вищому господарському суді України діє Науково-консультативна рада, що створена для попереднього розгляду проєктів постанов, підготовка яких потребує наукового забезпечення.
Вищий спеціалізований суд має офіційний друкований орган, в якому публікуються матеріали судової практики вищого спеціалізованого суду та інших судів відповідної судової юрисдикції, матеріали з питань організації діяльності судів відповідної судової юрисдикції та інші матеріали.

### Склад і структура Касаційного господарського суду у складі Верховного Суду
У Касаційному господарському суді функціонують судові палати:
1. Судова палата для розгляду справ про банкрутство
2. Судова палата для розгляду справ щодо захисту прав інтелектуальної власності‚ а також пов'язаних з антимонопольним та конкурентним законодавством.
3. Судова палата для розгляду справ щодо корпоративних спорів‚ корпоративних прав та цінних паперів.
4. Судова палата для розгляду справ щодо земельних відносин та права власності.

Кожну судову палату очолює секретар судової палати, до повноважень якого входять організація роботи судової палати, головування на її засіданнях, організація аналізу судової статистики та вивчення судової практики, інформування зборів суддів касаційного суду про діяльність судової палати, здійснення інших повноважень, визначених законом. У разі відсутності секретаря судової палати його обов'язки виконує суддя палати, який має найбільший стаж роботи на посаді судді Касаційного господарського суду.
Касаційний господарський суд очолює голова, якого обирають строком на чотири роки шляхом таємного голосування збори суддів Касаційного господарського суду з-поміж суддів цього суду. Голова Касаційного господарського суду має право обіймати цю посаду не більше двох строків поспіль.
Голова Касаційного господарського суду:
1. представляє касаційний суд перед органами державної влади, органами місцевого самоврядування, фізичними та юридичними особами з питань діяльності цього суду;
2. визначає адміністративні повноваження заступників голови касаційного суду;
3. контролює ефективність діяльності структурного підрозділу апарату Верховного Суду, який здійснює організаційне забезпечення діяльності відповідного касаційного суду, погоджує призначення на посаду та звільнення керівника цього підрозділу — заступника керівника апарату Верховного Суду, вносить подання про заохочення або накладення на нього дисциплінарного стягнення відповідно до законодавства;
4. повідомляє Вищу кваліфікаційну комісію суддів України та Державну судову адміністрацію України, а також через вебпортал судової влади про вакантні посади суддів у касаційному суді у триденний строк з дня їх утворення;
5. скликає збори суддів касаційного суду; вносить на розгляд зборів питання та головує на їх засіданнях;
6. інформує збори суддів касаційного суду про стан правосуддя у відповідній судовій спеціалізації та практику вирішення окремих категорій справ;
7. забезпечує виконання рішень зборів суддів касаційного суду;
8. організовує ведення та аналіз судової статистики в касаційному суді, вивчення судової практики, інформаційно-аналітичне забезпечення суддів з метою підвищення якості судочинства;
9. сприяє виконанню вимог щодо підтримання кваліфікації суддів касаційного суду, підвищення їхнього професійного рівня;
10. здійснює інші повноваження, визначені законом[11].

У разі відсутності голови Касаційного господарського суду його адміністративні повноваження здійснює один із заступників голови Касаційного господарського суду за визначенням голови КГС ВС, за відсутності такого визначення — заступник голови Касаційного господарського суду, який має більший стаж роботи на посаді судді, а в разі відсутності заступника голови касаційного суду — суддя цього суду, який має більший стаж роботи на посаді судді.
Організаційне забезпечення діяльності Касаційного господарського суду здійснює секретаріат суду, який очолює заступник керівника апарату Верховного Суду — керівник секретаріату Касаційного господарського суду.